# Anges d'Afrik
Anges d'Afrik は、2005 年に結成されたコンゴ出身のフランスのアフロ ビートおよびアフロ ポップ ミュージック グループで、Keva Keva、Stone Warley、Charnel Playboy、Manolo で構成されている。自分たちの音楽をアフロ ポップのように表現しており、ダンス リズム、 R'n'B 、アフリカンズーク、クーペ デカレ、ンドンボロなどのジャンルのミックスに影響を受けている。
集団グループの各メンバーは、ボーカル、作詞作曲、ダンスのステップと動き、ステージのアレンジ、歌の制作を取り入れて、バンドのユニークなサウンドの開発を可能にする独自の個性と影響を生み出そうとしている。
バンドの効率性のために、彼らはそれぞれの役割を果たし、標準的な音楽効果と結束力を備えた曲グループの団結をもたらす。
プロレベルの革新的なチームであり、一般の人々の間で素晴らしい経験を積んでいる。
ジェシー・マタドールとの共演は、当時「アフリカン・フリー・スタイル」でアフリカのリズムを支配していた。アンジュ・ダフリックのボーカルをフィーチャーした後、2009年に「Dorloter」をリリース。特に夜の会場では、パリをはじめフランス全土で多数出演。

## 賞
バンドはアフロテインメント ムセケ アワードで「ゼケテ ゼケテ」の「ベスト ハウス トライバル ソング」賞を受賞し 、同じ曲のミュージック ビデオを監督したジェフ アティオグベ (トーゴ) が「ベスト ビデオ ディレクター」にノミネートされた。 

## ソロプロジェクト
バンドメンバーは、自身の音楽プロジェクトに参加している。2014年、Lee Mashup featuring Stone Warley and Co.とクレジットされたシングル「Hum Connection」にStone Warleyが起用された。このシングルはフランスの夜の会場で人気となり、フランスの公式シングル・チャートであるSNEPに掲載され、59位を記録した。 

## ディスコグラフィー

### シングル
- 2009: "Dorloter"
- 2010: "Zekete zekete"
- 2012: "Danse pour moi"
- 2013: "Mata Na Yo"

起用
- 2008年：「アフリカン・フリー・スタイル」 （ジェシー・マタドールfeat. Anges d'Afrik) (Jessy Matador のアルバムAfrikan Free Styleから)